# هنري توري
هنري توري (بالفرنسية: Henri Torre) هو سياسي فرنسي، ولد في 12 أبريل 1933 في الدار البيضاء في المغرب. حزبياً، نشط في الاتحاد من أجل حركة شعبية واتحاد الديمقراطيين من أجل الجمهورية والتجمع من أجل الجمهورية.

## مناصب
- انتخب نائب فرنسي عن دائرة الدائرة الثانية في الأرديش [الإنجليزية]‏ خلال فترته النيابية  [لغات أخرى]‏ (3 أبريل 1978 – 28 سبتمبر 1980).
- انتخب نائب فرنسي عن دائرة الدائرة الثانية في الأرديش [الإنجليزية]‏ خلال فترته النيابية  [لغات أخرى]‏ (13 يوليو 1974 – 2 أبريل 1978).
- انتخب رئيس المجلس العام  [لغات أخرى]‏ general council of Ardèche ‏ (28 مارس 1979 – 1998).
- انتخب عضو مجلس الشيوخ الفرنسي.
- انتخب نائب فرنسي عن دائرة الدائرة الثانية في الأرديش [الإنجليزية]‏ خلال فترته النيابية  [لغات أخرى]‏ (2 أبريل 1973 – 13 مايو 1973).
- انتخب نائب برلماني [الإنجليزية]‏ عن دائرة الدائرة الثانية في الأرديش [الإنجليزية]‏ خلال فترته النيابية  [لغات أخرى]‏ (11 يوليو 1968 – 1 أبريل 1973).